# Gianluca Busio
Gianluca Cristiano Busio (Greensboro, 28 mei 2002) is een Amerikaans-Italiaans voetballer die doorgaans speelt als middenvelder. In augustus 2021 verruilde hij Sporting Kansas City voor Venezia. Busio maakte in 2021 zijn debuut in het voetbalelftal van de Verenigde Staten.

## Clubcarrière
Busio speelde in de jeugd van North Carolina Fusion en kwam in 2016 terecht in de opleiding van Sporting Kansas City, waar hij in juli 2018 zijn debuut maakte, thuis tegen FC Dallas. Gerso Fernandes en Dániel Sallói scoorden voor de thuisploeg, maar door drie goals van Michael Barrios won Dallas de wedstrijd met 2–3. Busio moest van coach Peter Vermes op de reservebank beginnen en hij viel dertien minuten voor tijd in voor Felipe Gutiérrez. Zijn eerste professionele doelpunt volgde op 18 oktober 2018, tegen Vancouver Whitecaps. Die ploeg kwam op voorsprong door een treffer van Felipe Martins en later maakte Yohan Croizet gelijk. Door twee doelpunten van Sallói en eentje van Busio won Sporting Kansas City uiteindelijk met 1–4.
In de zomer van 2021 maakte Busio voor een bedrag van circa zes miljoen euro de overstap naar Venezia. Een jaar later, na de degradatie naar de Serie B, werd zijn contract verlengd tot medio 2025. Nadat de club weer was gepromoveerd kwam er in september 2024 nog een jaar bij zijn contract.

## Clubstatistieken
| Seizoen | Club                 | Competitie | Competitie | Competitie | Beker | Beker | Internationaal | Internationaal | Totaal | Totaal |
| Seizoen | Club                 | Competitie | Wed.       | Dlp.       | Wed.  | Dlp.  | Wed.           | Dlp.           | Wed.   | Dlp.   |
| ------- | -------------------- | ---------- | ---------- | ---------- | ----- | ----- | -------------- | -------------- | ------ | ------ |
| 2018    | Sporting Kansas City | MLS        | 7          | 1          | 1     | 0     | —              | —              | 8      | 1      |
| 2019    | Sporting Kansas City | MLS        | 22         | 3          | 1     | 0     | 3              | 0              | 26     | 3      |
| 2020    | Sporting Kansas City | MLS        | 23         | 2          | 0     | 0     | —              | —              | 23     | 2      |
| 2021    | Sporting Kansas City | MLS        | 13         | 2          | 0     | 0     | —              | —              | 13     | 2      |
| 2021/22 | Venezia              | Serie A    | 29         | 1          | 0     | 0     | —              | —              | 29     | 1      |
| 2022/23 | Venezia              | Serie B    | 28         | 0          | 0     | 0     | —              | —              | 28     | 0      |
| 2023/24 | Venezia              | Serie B    | 41         | 7          | 1     | 0     | —              | —              | 42     | 7      |
| 2024/25 | Venezia              | Serie A    | 1          | 0          | 0     | 0     | —              | —              | 1      | 0      |
| Totaal  | Totaal               | Totaal     | 164        | 16         | 3     | 0     | 3              | 0              | 170    | 16     |

Bijgewerkt op 17 september 2024.

## Interlandcarrière
Busio werd in juli 2021 door bondscoach Gregg Berhalter opgeroepen voor de selectie van het voetbalelftal van de Verenigde Staten voor de Gold Cup 2021. Zijn debuut maakte hij tijdens de eerste groepswedstrijd, op 11 juli tegen Haïti. Door een doelpunt van Sam Vines werd met 1–0 gewonnen en Busio mocht zeventien minuten na rust invallen voor Jackson Yueill. De andere Amerikaanse debutanten dit duel waren James Sands (New York City) en Eryk Williamson (Portland Timbers). De Verenigde Staten wonnen de Gold Cup na een overwinning op Mexico in de finale: 1–0. Busio speelde in alle zes wedstrijden mee. Zijn toenmalige teamgenoot Alan Pulido (Mexico) was ook actief op het toernooi.
| Interlands van Gianluca Busio voor Verenigde Staten | Interlands van Gianluca Busio voor Verenigde Staten | Interlands van Gianluca Busio voor Verenigde Staten | Interlands van Gianluca Busio voor Verenigde Staten | Interlands van Gianluca Busio voor Verenigde Staten | Interlands van Gianluca Busio voor Verenigde Staten | Interlands van Gianluca Busio voor Verenigde Staten |
| №                                                   | Datum                                               | Wedstrijd                                           | Uitslag                                             | Competitie                                          | Goals                                               |                                                     |
| Als speler bij Sporting Kansas City                 | Als speler bij Sporting Kansas City                 | Als speler bij Sporting Kansas City                 | Als speler bij Sporting Kansas City                 | Als speler bij Sporting Kansas City                 | Als speler bij Sporting Kansas City                 | Als speler bij Sporting Kansas City                 |
| --------------------------------------------------- | --------------------------------------------------- | --------------------------------------------------- | --------------------------------------------------- | --------------------------------------------------- | --------------------------------------------------- | --------------------------------------------------- |
| 1                                                   | 11 juli 2021                                        | Verenigde Staten – Haïti                            | 1 – 0                                               | Gold Cup 2021                                       |                                                     |                                                     |
| 2                                                   | 15 juli 2020                                        | Verenigde Staten – Martinique                       | 6 – 1                                               | Gold Cup 2021                                       |                                                     |                                                     |
| 3                                                   | 18 juli 2020                                        | Verenigde Staten – Canada                           | 1 – 0                                               | Gold Cup 2021                                       |                                                     |                                                     |
| 4                                                   | 25 juli 2021                                        | Verenigde Staten – Jamaica                          | 1 – 0                                               | Gold Cup 2021                                       |                                                     |                                                     |
| 5                                                   | 29 juli 2021                                        | Verenigde Staten – Qatar                            | 1 – 0                                               | Gold Cup 2021                                       |                                                     |                                                     |
| 6                                                   | 1 augustus 2021                                     | Verenigde Staten – Mexico                           | 1 – 0 n.v.                                          | Gold Cup 2021                                       |                                                     |                                                     |
| Als speler bij Venezia                              |                                                     |                                                     |                                                     |                                                     |                                                     |                                                     |
| 7                                                   | 13 oktober 2021                                     | Verenigde Staten – Costa Rica                       | 2 – 1                                               | WK 2022 kwalificatie                                |                                                     |                                                     |
| 8                                                   | 16 november 2021                                    | Jamaica – Verenigde Staten                          | 1 – 1                                               | WK 2022 kwalificatie                                |                                                     |                                                     |
| 9                                                   | 27 maart 2022                                       | Verenigde Staten – Panama                           | 5 – 1                                               | WK 2022 kwalificatie                                |                                                     |                                                     |
| 10                                                  | 28 juni 2023                                        | Verenigde Staten – Saint Kitts en Nevis             | 6 – 0                                               | Gold Cup 2023                                       |                                                     |                                                     |
| 11                                                  | 2 juli 2023                                         | Verenigde Staten – Trinidad en Tobago               | 6 – 0                                               | Gold Cup 2023                                       | 79'                                                 |                                                     |
| 12                                                  | 9 juli 2023                                         | Verenigde Staten – Canada                           | 2 – 2 (3 – 2 n.s.)                                  | Gold Cup 2023                                       |                                                     |                                                     |
| 13                                                  | 12 juli 2023                                        | Verenigde Staten – Panama                           | 1 – 1 (4 – 5 n.s.)                                  | Gold Cup 2023                                       |                                                     |                                                     |

Bijgewerkt op 17 september 2024.

## Erelijst
| Competitie                        |                  |                  |                  |                  |
| Competitie                        | Aantal           | Jaren            |                  |                  |
| Verenigde Staten                  | Verenigde Staten | Verenigde Staten | Verenigde Staten | Verenigde Staten |
| --------------------------------- | ---------------- | ---------------- | ---------------- | ---------------- |
| CONCACAF Gold Cup                 | 1                | 2021             |                  |                  |
| CONCACAF Nations League           | 1                | 2022/23          |                  |                  |
| Individueel                       |                  |                  |                  |                  |
| CONCACAF –17 Championship Best XI | 1                | 2019             |                  |                  |